# Маріка північна
Ма́ріка півні́чна (Cinnyris reichenowi) — вид горобцеподібних птахів родини нектаркових (Nectariniidae). Мешкає в Центральній і Східній Африці. Вид названий на честь німецького орнітолога Антона Райхенова.

## Опис
У дорослих самців голова і спина зелені, металево-блискучі, іноді з синім відблиском. Нижня частина спини сірувато-коричнева, надхвістя пурпурове, металево-блискуче, хвіст чорний з синім відблиском. Махові пера темно-коричневі. Горло зелена, металево-блискуче, відділене від яскраво-червоних грудей вузькою пурпуровою смугою. Живіт коричнюватий. На грудях жовтуваті плямки. Очі чорні або темно-карі, дзьоб і лапи чорні. Дорослі самиці мають тьмяніше забарвлення, верхня частина тіла у них темно-оливково-зелені, хвіст темно-коричневий. Нижня частина тіла сірувато-коричнева, живіт жовтуватий. Молоді птахи подібні до самиць.

## Підвиди
Виділяють два підвиди:
- C. r. preussi Reichenow, 1892 — острів Біоко, південно-східна Нігерія, Камерун, північний захід ЦАР;
- C. r. reichenowi Sharpe, 1891 — Південний Судан, північний схід ДР Конго, Уганда, Руанда, Бурунді і Кенія.

## Поширення і екологія
Північні маріки мешкають у горах Камерунської лінії і Східно-Африканського Рифту. Вони живуть у вологих гірських тропічних лісах, високогірних чагарникових заростях і на гірських луках, у саванах, у садах і на плантаціях. Північні маріки часто приєднують до змішаних зграй птахів разом з івудами (Linurgus olivaceus). Живляться нектаром, комахами та їхніми личинками, павуками.